# Hendaye

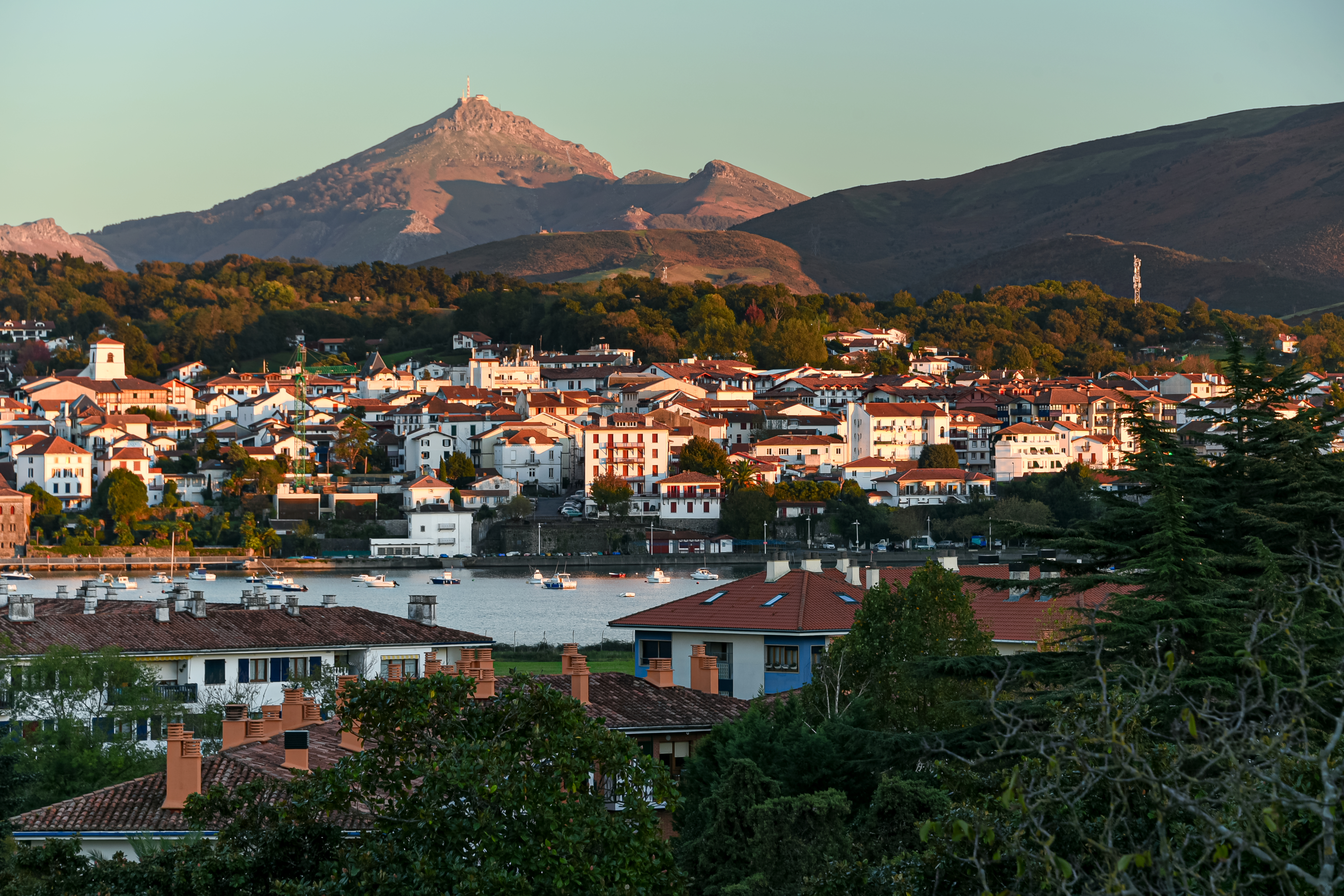
Blick über Hondarribia auf Hendaye, im Hintergrund der Berg La Rhune

Hendaye [ɑ̃daj] (französisch, baskisch Hendaia, spanisch Hendaya) ist eine französische Stadt an der Atlantikküste und Grenzort zu Spanien. Hendaye hat 18.074 Einwohner (Stand 1. Januar 2022) und liegt im Département Pyrénées-Atlantiques in der Region Nouvelle-Aquitaine. Die Stadt ist Hauptort (französisch chef-lieu) des Kantons Hendaye-Côte Basque-Sud (bis 2015 Kanton Hendaye). Nachbarstadt jenseits der spanischen Grenze ist Irun.

## Geografie
Hendaye ist die westlichste Gemeinde im Département Pyrénées-Atlantiques. Sie liegt am Atlantik (Golf von Biskaya) direkt an der spanischen Grenze, die hier in der Mitte des Flusses Bidassoa verläuft, und gehört zum französischen Baskenland.
Der Fluss Bidassoa hat an seiner Mündung ein kleines Ästuar (baskisch Txingudi, französisch baie de Chingoudy, spanisch bahía de Chingudi); dieses ist zugleich ein Naturhafen.
Auf der französischen Seite der Mündung liegt pointe de Sokoburu und auf der spanischen Seite das  cap Higuer (französisch cap du Figuier).

## Geschichte
Während des Französisch-Spanischen Krieges wurde die Stadt im September 1636 von spanischen Truppen eingenommen.
Auf der Fasaneninsel im Grenzfluss Bidasoa wurde am 7. November 1659 der Pyrenäenfrieden unterschrieben. Ludwig XIV. wurde dort von Jules Mazarin (damals Kardinal und regierender Minister Frankreichs) vertreten und der spanische König Philipp IV. wurde von Premierminister Luis de Haro vertreten.
Etwas später unterschrieben dort Ludwig XIV. und Maria Teresa von Spanien (die in Frankreich stets als Marie-Thérèse d’Autriche bezeichnet wird) dort den Heiratsvertrag.
Eine Besonderheit ist, dass die Insel halbjährlich abwechselnd von Hendaye und von der spanischen Stadt Irun verwaltet wird.

### Konferenz von Hendaye
In das Blickfeld der internationalen Öffentlichkeit geriet Hendaye am 23. Oktober 1940, als Adolf Hitler hier mit Francisco Franco zusammentraf. Offiziell handelte es sich bei diesem Treffen lediglich um einen Meinungsaustausch; tatsächlich wollte Hitler Franco dazu bewegen, auf Seiten der Achsenmächte in den Zweiten Weltkrieg einzutreten.
Als sich Frankreich im Zweiten Weltkrieg unter deutscher Besatzung befand, formierte sich die Résistance. In der Gegend von Hendaye bestand der Maquis mehrheitlich aus Spaniern. Sie waren nach dem Ende der Zweiten Spanischen Republik ins Land gekommen und kampferprobt. Nach dem Sieg über die Deutschen und ihre Kollaborateure waren sie so selbstbewusst, dass sie sich Anfang Oktober 1944 anschickten, in Spanien einzumarschieren, um das Land vom Franquismus zu befreien. Die Provisorische Regierung der Französischen Republik musste Truppen an die Grenze verlegen, um die Ausweitung des Konflikts zu verhindern. 410 Mann der Forces françaises de l’intérieur wurden in Hendaye stationiert.
Die spanische Anti-ETA-Terroristengruppe „Grupos Antiterroristas de Liberación“ (GAL) entführte im Dezember 1983 den nach Frankreich geflüchteten spanischen Basken Segundo Marey, der keine Kontakte zur ETA hatte.

### Bevölkerungsentwicklung
| Jahr          | 1793 | 1856 | 1901  | 1926  | 1946  | 1954  | 1962  | 1968  | 1975  | 1982   | 1990   | 1999   | 2006   |
| ------------- | ---- | ---- | ----- | ----- | ----- | ----- | ----- | ----- | ----- | ------ | ------ | ------ | ------ |
| Einwohner     | 481  | 427  | 3.215 | 5.653 | 6.251 | 6.933 | 7.204 | 8.006 | 9.470 | 10.572 | 11.578 | 12.096 | 14.041 |
| Quelle: INSEE |      |      |       |       |       |       |       |       |       |        |        |        |        |

## Verkehr

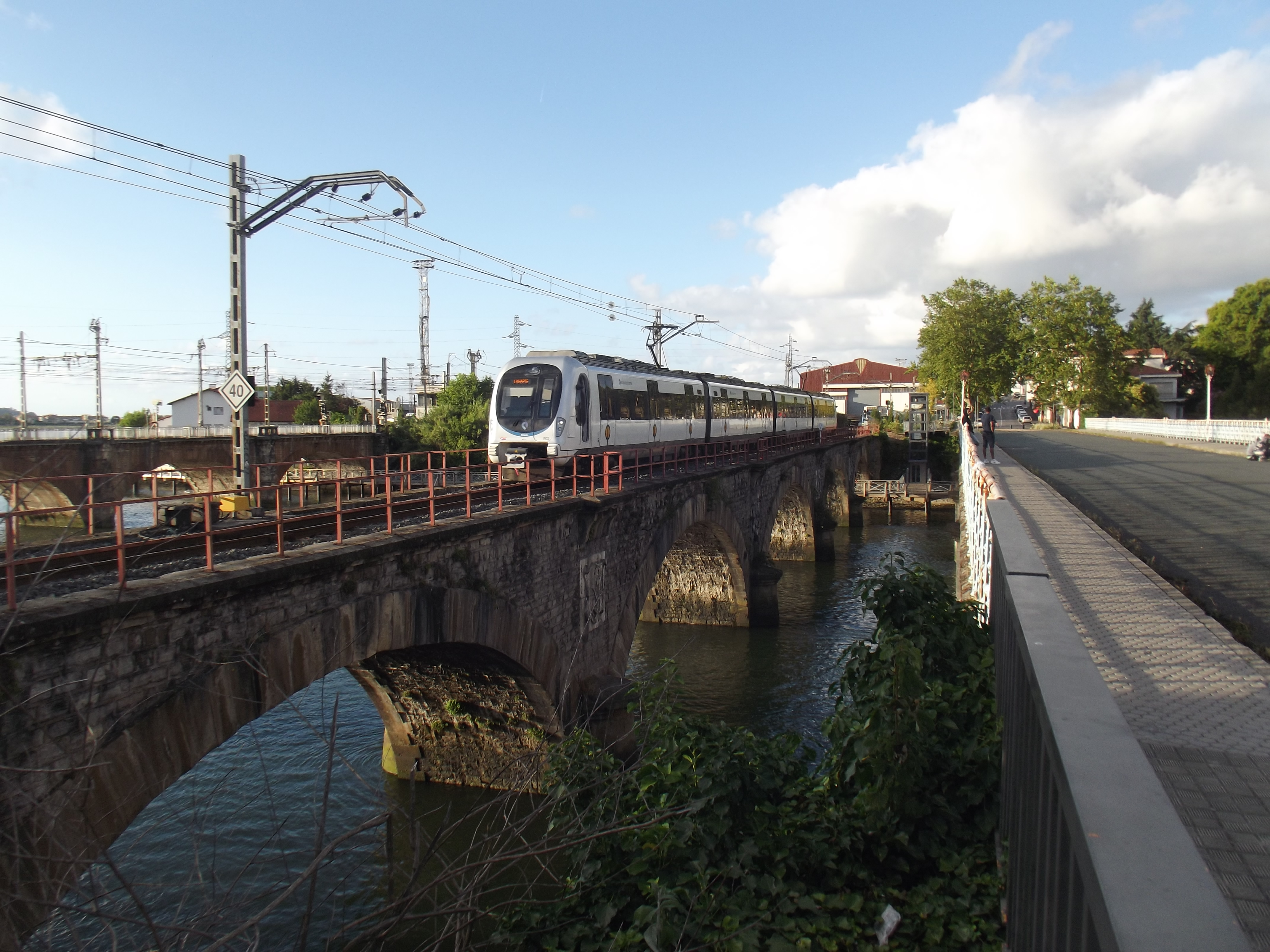
Brücken über den Grenzfluss Bidassoa mit Zug des Euskotren

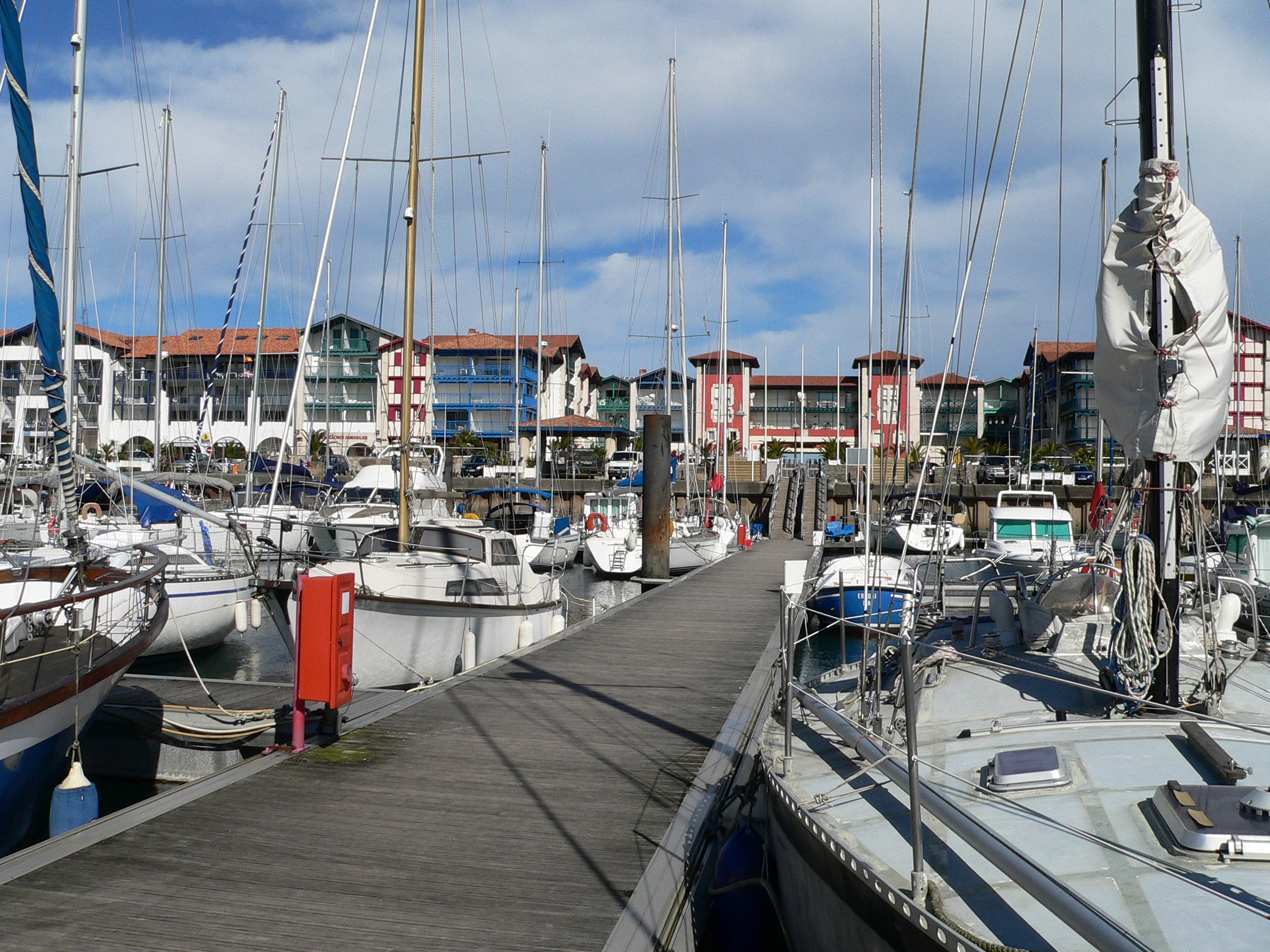
Segelhafen

Die Grenze zu Spanien verläuft im Fluss Bidasoa. Hendaye und der spanische Grenzort Irun liegen an seinen flachen Ufern einander gegenüber, die Ortszentren sind durch zwei Eisenbahn- und zwei Straßenbrücken verbunden. Zum Atlantik hin liegen am linken, spanischen Ufer der Flughafen von San Sebastian und mündungsnah an beiden Ufern Sportboothäfen. Etwa zwei Kilometer landeinwärts queren eine weitere Straßenbrücke und eine Autobahnbrücke den Fluss.
Es gibt in Hendaye drei Bahnhöfe. Die französische Eisenbahngesellschaft SNCF betreibt die Stationen Hendaye und Les Deux-Jumeaux (vormals Hendaye-Plage) an der Strecke aus Bordeaux und der Bahnstrecke Madrid–Hendaye. Der erste ist auch Grenzbahnhof zwischen Frankreich und Spanien. Da sich die Spurweiten in Spanien (Breitspur) und Frankreich (Normalspur) unterscheiden, werden hier die Eisenbahnwagen umgespurt. Nach Fertigstellung der normalspurigen spanischen Hochgeschwindigkeitsstrecke Baskisches Y (geplant 2027) ist dies nicht mehr erforderlich.
Unweit des SNCF-Bahnhofs liegt der Bahnhof Hendaia (baskisch für Hendaye) der meterspurigen baskischen Eisenbahn Euskotren. Grenzüberschreitend verkehrt hier die Linie E2 über Irun und Donostia-San Sebastián nach Lasarte-Oria täglich im 30-Minuten-Takt.

## Kultur und Sehenswürdigkeiten
- Schloss Abbadie, Wohnsitz des französischen Forschers Antoine Thomson d’Abbadie im neugotischen Stil

## Tourismus
- Hendaye ist der nordwestliche Startpunkt der Wanderwege GR 10 und H.R.P entlang der Pyrenäen.

## Städtepartnerschaften
- Peebles, Schottland
- Viana do Castelo, Portugal
- Arguedas, Spanien